# Роман Слаткопојац
Преподобни Роман Слаткопојац је хришћански светитељ (V—VI век). Познат је као аутор химне Пресветој Богородици, Дјева данас рађа Превечнога, и земља Неприступноме подноси пећину.
Био је родом из Сирије, из града Емеса, из јеврејске породице, која је примила хришћанство. У време цара Анастасија, прелази у Цариград где служи при Кировој цркви Пресвете Богородице. Као монах добио је класично образовање, а могуће да је студирао и медицину, што се може претпоставити из текстова његових песама, препуних древних медицинских израза. Након студија рукоположен је за ђакона у цркви Васкрсења у Бејруту. У то време настаје прогон православних од стране монофизита, зато се Роман поново сели у Цариград, у манастир Блажене Девице.
Аутор је многобртојних кондака за празнике Господње, Богородичине и знаменитих Светитеља, тако да његових кондака има преко хиљаду.
Српска православна црква прославља Преподнобног Романа 1. октобра по јулијанском, а 14. октобра по грегоријанском калнедару. Остале православне цркве које су прешле на нови калнедар, славе га 1. октобра. У црквеном календару из времена Ђурђа Црнојевића (1494. године), под 1. октобром се слави спомен на апостола Ананију и Романа пјевца. Планина Суторман у Црној Гори, могуће, носи име по овом светитељу, јер се на превоју између Бара и Црмнице некада налазила црква посвећена Св. Роману. Црква Светог Романа Слаткопојца на планини Суторман је изграђена 10 метара од остатака старе цркве. Прва литургија је служена 2019. године.  Св. Роман Мелод је слава хора Мелоди, који је основала Дивна Љубојевић.